# Staatssymbole des Unabhängigen Staates Kroatien

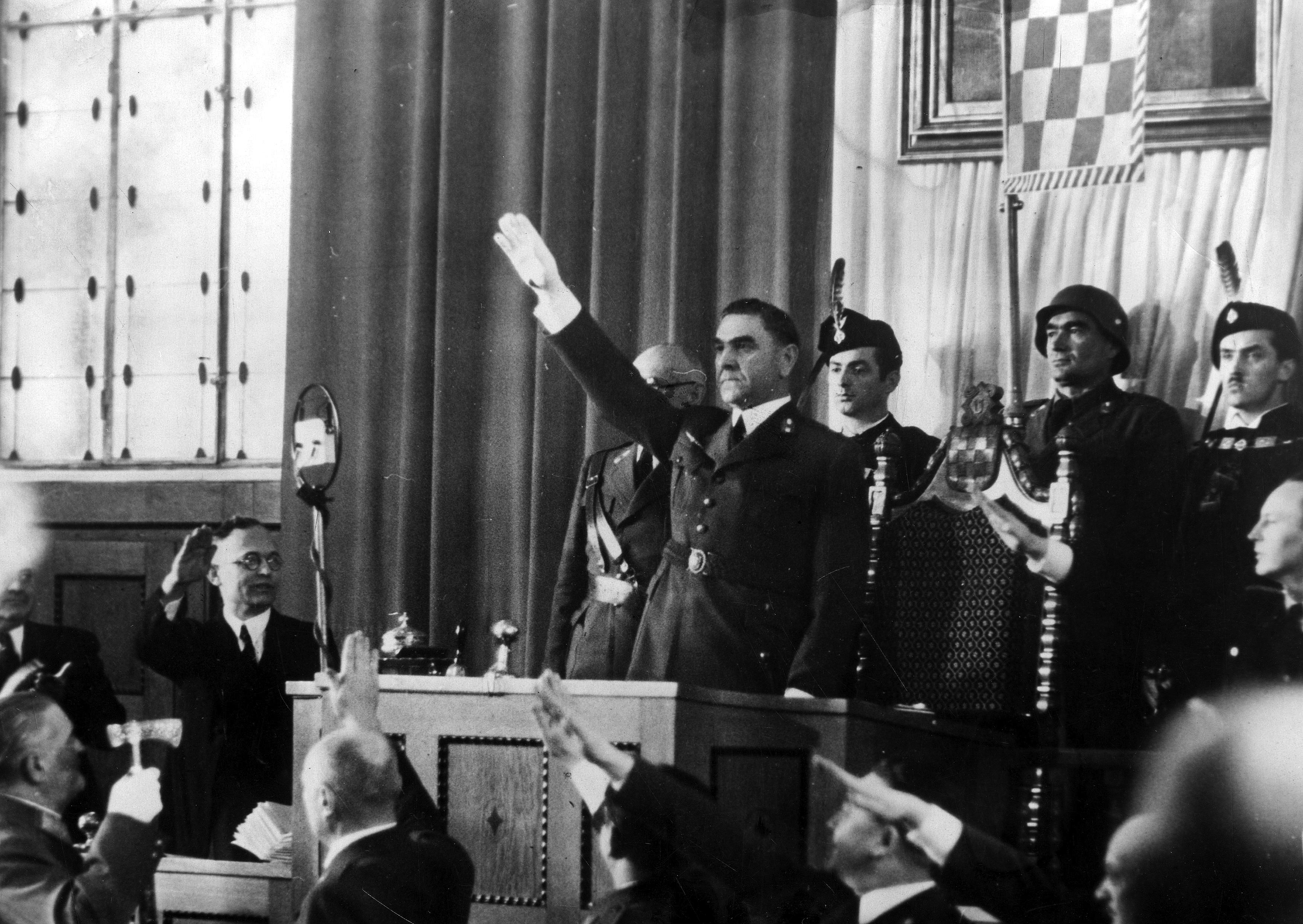
Ante Pavelić im kroatischen Sabor vor seiner Standarte als Staatsführer (1942).

Die Staatssymbole des Unabhängigen Staates Kroatien wurden nach der Gründung des Unabhängigen Staates Kroatien vom Staatsführer (Poglavnik) Ante Pavelić mit Gesetzverfügung vom 28. April 1941 (veröffentlicht am 30. April 1941) bestimmt. Diese regelte das Aussehen und die Verwendung des Wappens, der Fahnen, Flaggen und Standarten sowie der Siegel des Staates und enthielt die amtlichen Abbildungen derselben.

## Staatswappen

Staatswappen

Das Staatswappen ist schildförmig und besteht aus 25 quadratischen weißen (silbernen) und roten (blutfarbenen) Feldern. Diese sind in fünf Reihen abwechselnd so angeordnet sind, dass stets das erste Feld ein weißes (silbernes) ist. Oberhalb dieses Wappens befindet sich ein sternenförmiges Ornament aus Kroatischem Flechtwerk in dem gleichen Rot. Dieses Ornament wird von drei rot abgesetzten weißen, parallel im Bogen verlaufenden Linien gebildet, die an den Diagonalecken des nun entstandenen Achtecks kleine Schleifen bilden. Von diesem Ornament umschlossen ist ein weißes Feld, welches in Blau den Großbuchstaben U (für Ustascha) beinhaltet.
Dieses doch recht einfach gehaltene Wappen symbolisierte die Einheit des Staates und ging von denselben historischen Gesichtspunkten aus, die in dem Symbolen des Dreieinigen Königreichs Kroatien und Slawonien begründet liegen. Aus dem Wappen der Länder der Ungarischen Krone schließlich formte sich dann das Wappen Kroatiens heraus. Erstmals erschien dieses Wappen in den Jahren 1935 und 1936 während einer Tagung der Hrvatski Domobran (Verteidiger Kroatiens) in Amerika.

## Staatsflagge

Staatsflagge (2:3)

Die Staatsflagge bestand aus drei gleich breiten waagerechten Streifen, in den Farben rot-weiß-blau. Im Zentrum des mittleren weißen Streifens befand sich das Staatswappen, ohne das darüberliegende sternenförmige Ornament aus Kroatischem Flechtwerk. Der Abstand des Staatswappens vom roten und blauen Streifen, musste dabei ebenso groß sein, wie die Breite der Wappenfelder. Im oberen roten Streifen, am Top der Mastseite, befand sich das Ornament des Staatswappens beinahe in Streifenbreite vergrößert. Die Höhe der Staatsflagge konnte zur Breite im Verhältnis 2:3 oder 2:5 stehen.

## Flagge der Kroatischen Kriegsmarine bzw. Allgemeine Kriegsflagge

Flagge der Kroatischen Kriegsmarine bzw. Allgemeine Kriegsflagge, 1941 bis 1944

Die Flagge der Kroatischen Kriegsmarine bestand aus 25 weißen und blutroten rechteckigen Feldern, die in fünf Reihen abwechselnd so angeordnet waren, dass in der obersten Reihe das Anfangsfeld weiß war. Das Verhältnis der Rechtecke betrug Höhe zur Breite 2:3. Die Flagge wurde bei allen Ämtern, Kriegsschiffen und Einheiten der Kroatischen Kriegsmarine verwendet.
Diese ursprünglich nur für die Kroatische Kriegsmarine gedachte Flagge wurde im späteren Verlauf des Krieges zur Allgemeinen Kriegsflagge und wurde in allen Heeresteilen, Heer, Luftwaffe und Kriegsmarine verwendet.

## Standarte des Staatsführers

Standarte des Staatsführers

Die 60 × 60 cm große Standarte des Staatsführers (poglavnik) wurde während der Anwesenheitszeit von Ante Pavelić auf seinem Amts- oder Wohnsitz gehisst sowie bei allen feierlichen Anlässen durch einen Träger neben ihn. Dominiert wird die Standarte von 25 Quadraten, die abwechselnd silbern und blutrot gehalten sind und zwar in so einer Anordnung, dass das Anfangsfeld in der obersten Reihe links ein silbernes war. In diesem ersten Feld, neben der Fahnenstange, befindet sich mittig das Flechtenornament der Ustascha auf weißen Grund, welches abwechselnd mit je einem silbernen und weißen Faden gestickt wurde. Der Buchstabe U selber ist dunkelblau gestickt. Die 25 Quadrate sind mit einem schmalen goldenen Streifen umgeben, um dessen Rand herum ein Außensaum zu sehen ist, welcher sich wiederum in kleine Quadrate aufteilt und diagonal rot-weiß-blau gestreift ist. Auf die Länge eines Innenkaros fallen somit drei kleine Quadrate, was 15 pro Seite entspricht. Insgesamt also 60 kleinere Quadrate plus vier Eckquadrate.

## Staatssiegel

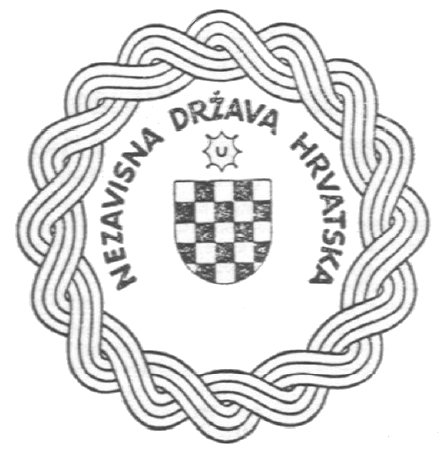
Staatssiegel (nichtamtliche Skizze)

Das große Staatssiegel hat einen Durchmesser von 70 mm und zeigt in seinem Zentrum das Staatswappen. Über dem Staatswappen die Worte: NEZAVISNA DRŽAVA (UNABHÄNGIGER STAAT), darunter: HRVATSKA (KROATIEN). Darum liegt ein geschlossener Kranz aus Kroatischem Flechtwerk, dieser eingerahmt von einem Kreis. Mit dem großen Staatssiegel wurden alle internationalen Abkommen und ähnliche Dokumente versehen.
Ein kleines Staatssiegel mit gleichem Aussehen, diente zur Bestätigung von Gesetzen, Verordnungen u. ä. und war für den Stempelabdruck auf Papier gedacht. Beide Siegel wurden vom amtierenden Justizminister verwahrt, der dadurch auch immer das Amt und den Titel des sog. protonotar (i. S. v. Siegelbewahrer) innehatte. Alle Staats- und Verwaltungsämter sowie alle kroatischen Behörden waren berechtigt, zu ihrem Dienstgebrauch das Staatssiegel zu verwenden.